# Favrieux
Favrieux est une commune française située dans le département des Yvelines en région Île-de-France.
Ses habitants sont appelés les Favrillais.

## Géographie

Localisation de Favrieux dans les Yvelines.

### Situation
La commune de Favrieux est située dans le nord-ouest du département des Yvelines, à 8 km au sud-ouest de Mantes-la-Jolie, sous-préfecture, et à 49 km environ au nord-ouest de Versailles, préfecture du département. Elle se trouve dans le plateau agricole du Mantois à environ 125 m d'altitude.

### Communes limitrophes
La commune est limitrophe de Fontenay-Mauvoisin au nord, Soindres au nord-est, Flacourt au sud, Le Tertre-Saint-Denis au sud-ouest et Perdreauville à l'ouest.

### Territoire
Le territoire sans relief très marqué est en légère pente du nord-ouest vers le sud-est, où s'amorce le ravin du pont Bât-Cheval, origine du ru Morand, affluent de la Vaucouleurs.
L'habitat est groupé dans le village, le long de la route principale, le reste du territoire est consacré à la grande culture de céréales et d'oléagineux. Environ 20 % du territoire est boisé, notamment le bois de la Meule au sud-ouest.

### Voies de communication et transports
La route départementale D 928 qui relie Mantes-la-Jolie à Anet traverse la commune selon un axe nord-est - sud-ouest. La voirie communale la relie à la commune voisine de Perdreauville.

### Occupation des solssimplifiée
Le territoire de la commune se compose en 2017 de 95,25 % d'espaces agricoles, forestiers et naturels, 1,58 % d'espaces ouverts artificialisés et 3,17 % d'espaces construits artificialisés.

### Climat
Pour des articles plus généraux, voir Climat de l'Île-de-France et Climat des Yvelines.
En 2010, le climat de la commune est de type climat océanique dégradé des plaines du Centre et du Nord, selon une étude du CNRS s'appuyant sur une série de données couvrant la période 1971-2000. En 2020, Météo-France publie une typologie des climats de la France métropolitaine dans laquelle la commune est exposée à un climat océanique et est dans la région climatique Sud-ouest du bassin Parisien, caractérisée par une faible pluviométrie, notamment au printemps (120 à 150 mm) et un hiver froid (3,5 °C).
Pour la période 1971-2000, la température annuelle moyenne est de 10,3 °C, avec une amplitude thermique annuelle de 13,8 °C. Le cumul annuel moyen de précipitations est de 666 mm, avec 11,3 jours de précipitations en janvier et 8,4 jours en juillet. Pour la période 1991-2020, la température moyenne annuelle observée sur la station météorologique la plus proche, située sur la commune de Magnanville à 4 km à vol d'oiseau, est de 11,6 °C et le cumul annuel moyen de précipitations est de 641,5 mm,. Pour l'avenir, les paramètres climatiques de la commune estimés pour 2050 selon différents scénarios d'émission de gaz à effet de serre sont consultables sur un site dédié publié par Météo-France en novembre 2022.
| Mois                                  | jan.             | fév.           | mars          | avril         | mai           | juin          | jui.         | août           | sep.          | oct.          | nov.            | déc.             | année      |
| ------------------------------------- | ---------------- | -------------- | ------------- | ------------- | ------------- | ------------- | ------------ | -------------- | ------------- | ------------- | --------------- | ---------------- | ---------- |
| Température minimale moyenne (°C)     | 1,7              | 1,8            | 3,6           | 5,5           | 8,6           | 11,6          | 13,4         | 13,6           | 10,9          | 8,6           | 4,8             | 2,3              | 7,2        |
| Température moyenne (°C)              | 4,3              | 5,1            | 7,8           | 10,7          | 13,9          | 17,2          | 19,5         | 19,5           | 16,2          | 12,5          | 7,7             | 4,8              | 11,6       |
| Température maximale moyenne (°C)     | 6,8              | 8,4            | 12,1          | 15,8          | 19,1          | 22,8          | 25,5         | 25,3           | 21,4          | 16,5          | 10,7            | 7,2              | 16         |
| Record de froid (°C) date du record   | −12,7 01.01.1997 | −12,3 07.02.12 | −8,5 13.03.13 | −3,2 06.04.21 | −0,7 06.05.19 | 3,3 01.06.06  | 6,6 16.07.12 | 5,8 28.08.1998 | 2,4 30.09.18  | −3,5 28.10.03 | −8,2 24.11.1998 | −10,1 29.12.1996 | −12,7 1997 |
| Record de chaleur (°C) date du record | 15,5 27.01.03    | 20,5 27.02.19  | 25,6 31.03.21 | 28,4 20.04.18 | 31,2 27.05.05 | 37,7 27.06.11 | 42 25.07.19  | 40,4 12.08.03  | 35,5 08.09.23 | 29,5 03.10.11 | 20,9 01.11.14   | 16,9 07.12.00    | 42 2019    |
| Précipitations (mm)                   | 48,5             | 47,7           | 48,4          | 42,5          | 62,1          | 53,9          | 51,5         | 56,5           | 40,9          | 65,3          | 57              | 67,2             | 641,5      |

## Urbanisme

### Typologie
Au 1er janvier 2024, Favrieux est catégorisée commune rurale à habitat dispersé, selon la nouvelle grille communale de densité à sept niveaux définie par l'Insee en 2022.
Elle est située hors unité urbaine. Par ailleurs la commune fait partie de l'aire d'attraction de Paris, dont elle est une commune de la couronne,. Cette aire regroupe 1 929 communes,.

## Toponymie
Le nom de la localité est attesté sous les formes Faveriz au XIIIe siècle, Faverieux en 1757 (carte de Cassini, feuillet 26, Évreux).
Favrieux est une forme diminutive *faveriolum, du latin favaria, en français favière, qui sont des champs de fèves, essentielles dans la nourriture du paysan médiéval.

## Histoire
Le village a été incendié au cours de la guerre de Cent Ans par les troupes du roi d'Angleterre, Henri II.

## Politique et administration

### Liste des maires
| Période                                  | Période  | Identité       | Étiquette | Qualité |
| ---------------------------------------- | -------- | -------------- | --------- | ------- |
| Les données manquantes sont à compléter. |          |                |           |         |
| mars 2001                                | 2014     | Robert Valo    |           |         |
| mars 2014                                | En cours | Lionel Lemarié |           |         |

### Instances administratives et judiciaires
La commune de Favrieux appartient au canton de Bonnières-sur-Seine et est rattachée à la communauté urbaine Grand Paris Seine et Oise.
Sur le plan électoral, la commune est rattachée à la neuvième circonscription des Yvelines, circonscription à dominante rurale du nord-ouest des Yvelines.
Sur le plan judiciaire, Favrieux fait partie de la juridiction d’instance de Mantes-la-Jolie et, comme toutes les communes des Yvelines, dépend du tribunal de grande instance ainsi que de tribunal de commerce sis à Versailles,.

## Population et société

### Démographie

#### Évolution démographique
L'évolution du nombre d'habitants est connue à travers les recensements de la population effectués dans la commune depuis 1793. Pour les communes de moins de 10 000 habitants, une enquête de recensement portant sur toute la population est réalisée tous les cinq ans, les populations de référence des années intermédiaires étant quant à elles estimées par interpolation ou extrapolation. Pour la commune, le premier recensement exhaustif entrant dans le cadre du nouveau dispositif a été réalisé en 2004.

En 2022, la commune comptait 159 habitants, en évolution de +11,97 % par rapport à 2016 (Yvelines : +2,72 %, France hors Mayotte : +2,11 %).
| 1793 | 1800 | 1806 | 1821 | 1831 | 1836 | 1841 | 1846 | 1851 |
| ---- | ---- | ---- | ---- | ---- | ---- | ---- | ---- | ---- |
| 132  | 125  | 132  | 107  | 120  | 122  | 121  | 129  | 121  |

| 1856 | 1861 | 1866 | 1872 | 1876 | 1881 | 1886 | 1891 | 1896 |
| ---- | ---- | ---- | ---- | ---- | ---- | ---- | ---- | ---- |
| 120  | 120  | 122  | 106  | 98   | 86   | 85   | 90   | 98   |

| 1901 | 1906 | 1911 | 1921 | 1926 | 1931 | 1936 | 1946 | 1954 |
| ---- | ---- | ---- | ---- | ---- | ---- | ---- | ---- | ---- |
| 80   | 86   | 78   | 50   | 51   | 53   | 63   | 64   | 70   |

| 1962 | 1968 | 1975 | 1982 | 1990 | 1999 | 2004 | 2006 | 2009 |
| ---- | ---- | ---- | ---- | ---- | ---- | ---- | ---- | ---- |
| 80   | 72   | 100  | 121  | 144  | 124  | 130  | 128  | 145  |

| 2014 | 2019 | 2022 | - | - | - | - | - | - |
| ---- | ---- | ---- | - | - | - | - | - | - |
| 148  | 155  | 159  | - | - | - | - | - | - |

#### Pyramide des âges
En 2018, le taux de personnes d'un âge inférieur à 30 ans s'élève à 28,4 %, soit en dessous de la moyenne départementale (38 %). À l'inverse, le taux de personnes d'âge supérieur à 60 ans est de 31,6 % la même année, alors qu'il est de 21,7 % au niveau départemental.
En 2018, la commune comptait 74 hommes pour 75 femmes, soit un taux de 50,34 % de femmes, légèrement inférieur au taux départemental (51,32 %).
Les pyramides des âges de la commune et du département s'établissent comme suit.
| Hommes | Classe d’âge | Femmes |
| ------ | ------------ | ------ |
| 0,0    | 90 ou +      | 1,3    |
| 5,2    | 75-89 ans    | 7,7    |
| 23,4   | 60-74 ans    | 25,6   |
| 23,4   | 45-59 ans    | 16,7   |
| 16,9   | 30-44 ans    | 23,1   |
| 11,7   | 15-29 ans    | 11,5   |
| 19,5   | 0-14 ans     | 14,1   |

| Hommes | Classe d’âge | Femmes |
| ------ | ------------ | ------ |
| 0,6    | 90 ou +      | 1,4    |
| 6      | 75-89 ans    | 7,8    |
| 13,5   | 60-74 ans    | 14,8   |
| 20,7   | 45-59 ans    | 20,1   |
| 19,6   | 30-44 ans    | 19,9   |
| 18,5   | 15-29 ans    | 16,8   |
| 21,2   | 0-14 ans     | 19,2   |

## Économie
- Agriculture (grande culture de céréales).
- Élevage d'escargots.

## Culture locale et patrimoine

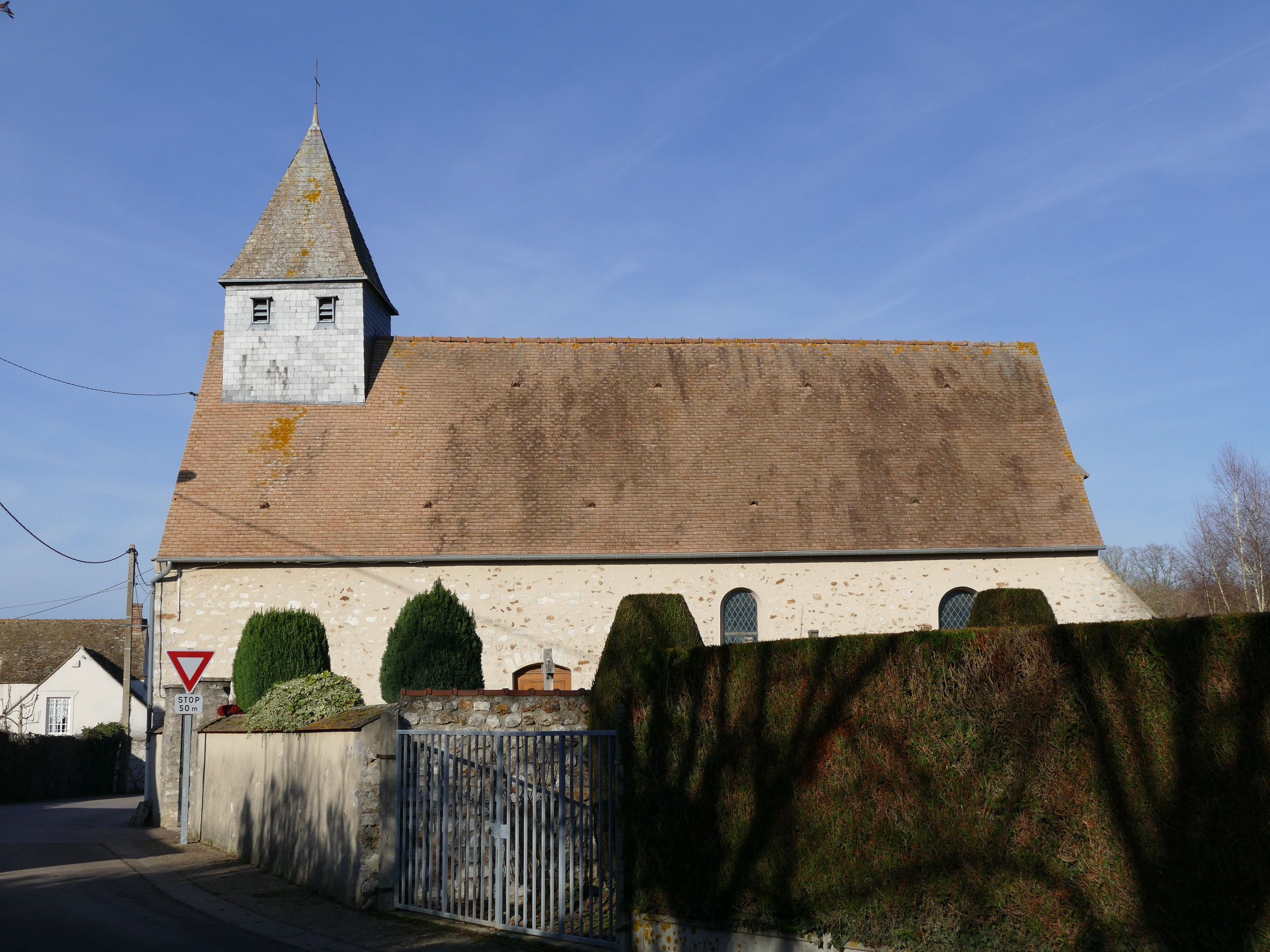
L'église Notre-Dame.

### Lieux et monuments
- L'église Notre-Dame-de-la-Trinité : petite église en pierre meulière dont l'origine remonte au XIe siècle. Clocher en charpente placé au-dessus du pignon occidental dans lequel se trouve le porche d'entrée. La cloche datant de 1111 a été refondue en 1852.
- Pont-Bât-Cheval : pont ancien à une seule arche sur l'ancien chemin de Mantes-la-Jolie à Dammartin-en-Serve, franchissant le ravin du même nom qui marque la limite avec la commune de Flacourt.
- Musée du vélo.